# Wysoka (Gorgany)
Wysoka (ukr. Висока) – trzeci co do wysokości (1805 m n.p.m.) szczyt w Gorganach, które są częścią Beskidów Wschodnich.